# Мончники (Гнезненський повіт)
Мончники (пол. Mączniki) — село в Польщі, у гміні Ґнезно Гнезненського повіту Великопольського воєводства.
Населення — 97 осіб (2011).
У 1975-1998 роках село належало до Познанського воєводства.

## Демографія
Демографічна структура станом на 31 березня 2011 року:
|          | Загалом | Допрацездатний вік | Працездатний вік | Постпрацездатний вік |
| -------- | ------- | ------------------ | ---------------- | -------------------- |
| Чоловіки | 49      | 9                  | 36               | 4                    |
| Жінки    | 48      | 8                  | 31               | 9                    |
| Разом    | 97      | 17                 | 67               | 13                   |